# Santa Eugènia de Soanyes
Santa Eugènia de Soanyes (Sainte-Eugénie de Souanyas, en francès) és l'església parroquial del poble nord-català de Soanyes, a la comarca del Conflent.
Està situada a l'extrem sud-est del poble, en un lloc lleugerament per damunt de les cases que formen el vilatge.

## Història

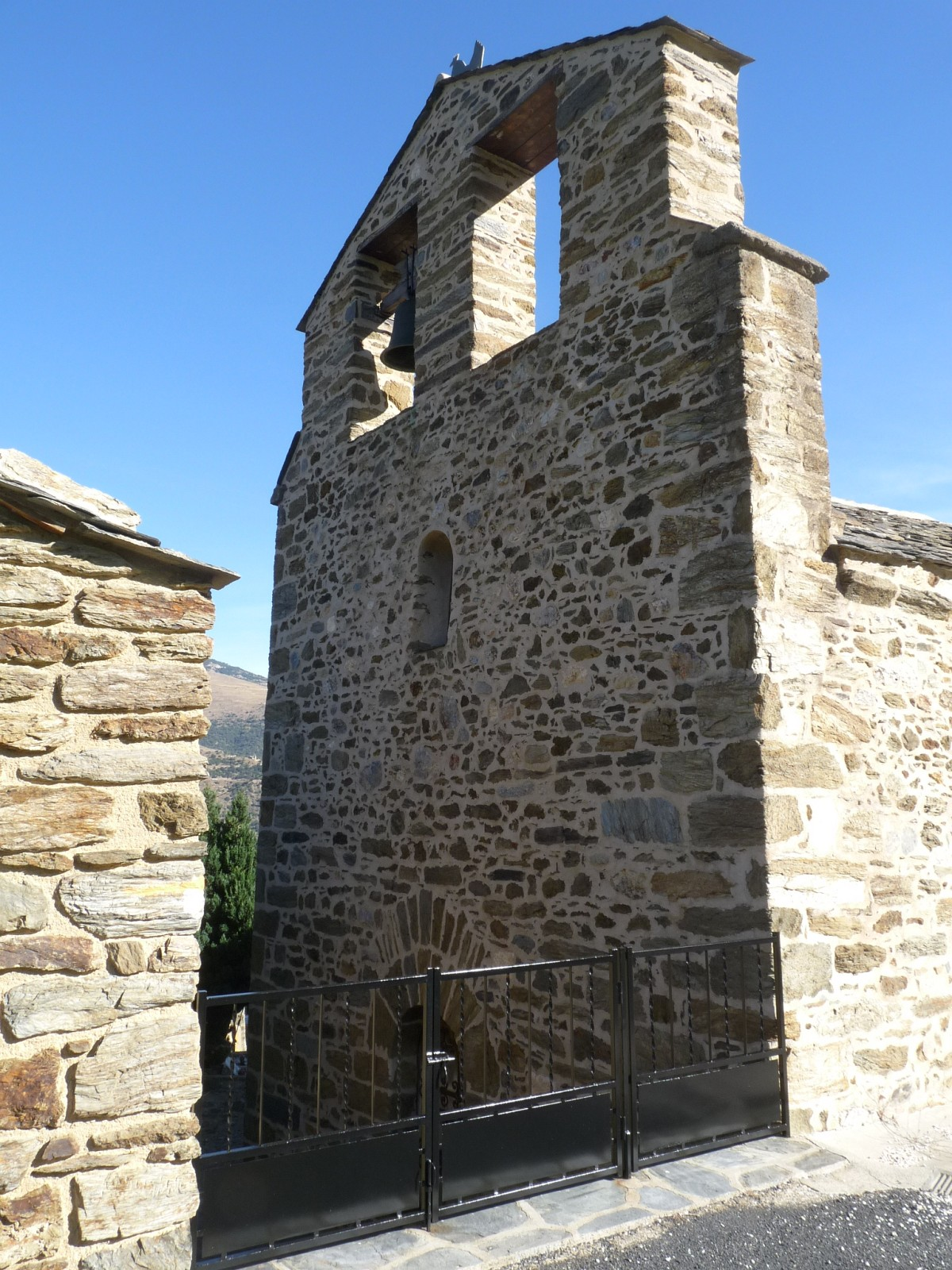
Frontis occidental

L'església original va ser consagrada al segle xi pel bisbe d'Elna Ramon d'Empúries entre el 1064 i el 1087 (com consta en les nombroses relíquies descobertes el 1973 a l'altar de l'església. Posteriorment, hom la reemplaçà per un nou edifici més gran, també en estil romànic.
El vilatge es constituí als voltants de l'església, i el seu creixement fou afavorit pel castell que el vescomte d'Èvol feu alçar pels voltants del 1340, en el marc de la contesa entre Jaume III de Mallorca i Pere el Cerimoniós pel Regne de Mallorca. El 1714 consta que les esglésies de Soanyes, Marians i En eren sufragànies de Sant Jaume de Nyer; anteriorment, la de Soanyes havia depès de Sant Iscle de Porcinyans.

## L'església

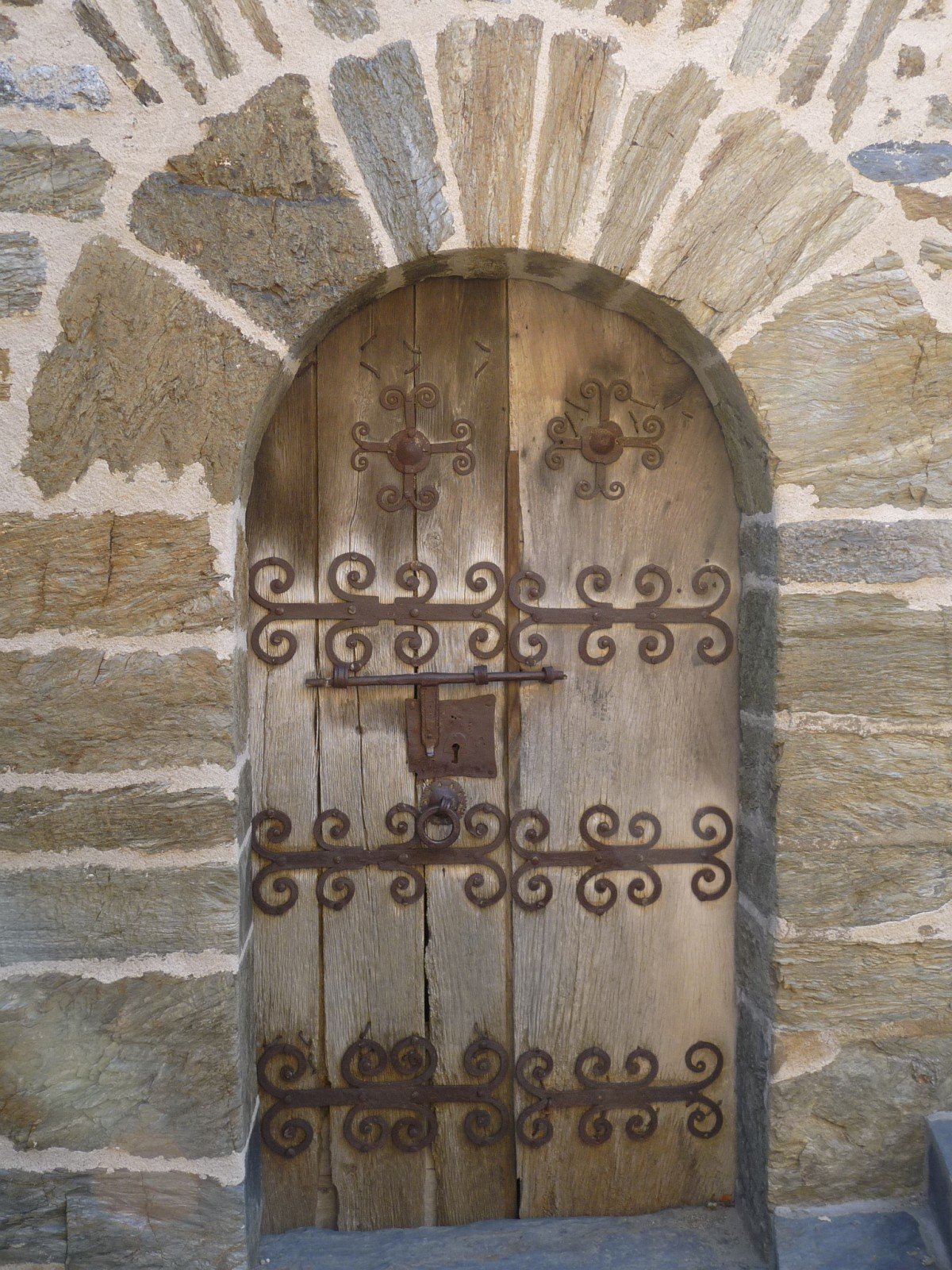
Porta meridional del temple

L'edifici és romànic tardà, de finals del segle xii o començaments del XIII, amb modificacions del segle xvi. Va ser construïda en esquist, en dues etapes constructives diferents, com ho mostren les mides i estils diferents dels carreus de l'absis, grans i regulars, i de la nau, petit i irregulars.
És un temple de nau única, amb coberta de volta de canó apuntada (cosa que la situa dins del romànic tardà) i acabada en un absis semicircular cobert amb volta ametllada, que s'uneix a la nau mitjançant un arc presbiterial d'un sol plec. L'edifici és rematat per un campanar d'espadanya amb obertures rectangulars situat damunt del frontis occidental de l'església, on hi ha també la porta d'entrada, formada per un arc de mig punt extradossat per un arc de descàrrega.
A part d'una finestra de doble esqueixada amb arc de mig punt també en el frontis occidental, dues finestres rectangulars a la façana de migdia i una altra finestra de doble biaix al centre de l'absis.

## El mobiliari
El mobiliari interior comprèn peces del segle xiv com un candeler en ferro forjat o la peça central del retaule de l'altar major. Té també un rotlle de campanetes i una pila baptismal amb un cert interès. La ferramenta exterior de la porta d'entrada són romànics, o de tradició romànica, si més no.